# Ruben Kluivert
Pour les articles homonymes, voir Kluivert.
Ruben Kluivert, né le 21 mai 2001 à Amsterdam est un footballeur néerlandais qui joue au poste de défenseur central à l'Olympique lyonnais.

## Biographie
Né à Amsterdam, Kluivert a commencé sa carrière en tant que jeune au Amsterdamsche FC avant de rejoindre le FC Utrecht, où il a fait ses débuts avec l'équipe réserve en Eerste Divisie. Il a fait ses débuts en équipe première le 11 mai 2022 en Eredivisie, remplaçant Willem Janssen dans le temps additionnel lors d'un match nul 2-2 à domicile contre l'AZ Alkmaar.
Le 1er septembre 2023, Kluivert a signé un contrat de deux ans avec le FC Dordrecht.

### Olympique lyonnais (2025-)
Le 25 juillet 2025, l’Olympique lyonnais annonce l’arrivée de Kluivert jusqu’en 2030,.

## Vie privée
Kluivert est issu d'une famille de footballeurs. Son grand-père, Kenneth, jouait pour l'équipe surinamaise de Robinhood et a déménagé aux Pays-Bas en 1970. Son père, Patrick, a joué pour des clubs européens, dont l'Ajax et Barcelone, et a longtemps été international néerlandais. Son frère aîné, Justin, est également footballeur professionnel à l'AFC Bournemouth et international néerlandais. Il a deux autres frères, Quincy et Shane, qui jouent respectivement pour Zeeburgia et Barcelone U18.